# Kościół Świętych Apostołów Piotra i Pawła w Mąkoszycach
Kościół Świętych Apostołów Piotra i Pawła w Mąkoszycach – rzymskokatolicki kościół parafialny. Świątynia należy do parafii Świętych Apostołów Piotra i Pawła w Mąkoszycach w dekanacie Brzeg północ, archidiecezji wrocławskiej.

## Historia kościoła
Neogotycki kościół w Mąkoszycach został wybudowany w 1902 roku. 25-głosowe organy wybudowała firma Schlag & Söhne w 1901 roku jako opus 600.